# Roemeens voetbalkampioenschap 2003/04
2003/04 was het 66ste seizoen van de Divizia A en het 86ste kampioenschap van Roemenië.

## Eindstand
| Plaats | Team                      | Wed. | W  | G  | V  | Doelpunten | Verschil | Ptn |
| ------ | ------------------------- | ---- | -- | -- | -- | ---------- | -------- | --- |
| 1      | Dinamo Boekarest (B)      | 30   | 22 | 4  | 4  | 71 : 30    | +31      | 70  |
| 2      | Steaua Boekarest          | 30   | 18 | 10 | 2  | 60 : 20    | +40      | 64  |
| 3      | Rapid Boekarest (K)       | 30   | 16 | 7  | 7  | 51 : 32    | +19      | 55  |
| 4      | Universitatea Craiova     | 30   | 11 | 11 | 8  | 38 : 34    | +04      | 44  |
| 5      | Oțelul Galați 1           | 30   | 10 | 13 | 7  | 30 : 26    | +04      | 43  |
| 6      | Apulum Alba Iulia (N)     | 30   | 11 | 8  | 11 | 32 : 47    | −15      | 41  |
| 7      | National Boekarest        | 30   | 11 | 6  | 13 | 36 : 39    | −03      | 39  |
| 8      | Politehnica AEK Timișoara | 30   | 9  | 12 | 9  | 30 : 40    | −10      | 39  |
| 9      | FC Farul Constanța        | 30   | 9  | 10 | 11 | 39 : 42    | −03      | 37  |
| 10     | FC Argeș Pitești          | 30   | 9  | 9  | 12 | 31 : 35    | −04      | 36  |
| 11     | FC Brașov                 | 30   | 10 | 6  | 14 | 40 : 42    | −02      | 36  |
| 12     | Gloria Bistrița           | 30   | 9  | 8  | 13 | 36 : 48    | −12      | 35  |
| 13     | FCM Bacău                 | 30   | 7  | 10 | 13 | 29 : 43    | −14      | 31  |
| 14     | Ceahlăul Piatra Neamț     | 30   | 7  | 9  | 14 | 34 : 50    | −16      | 30  |
| 15     | Petrolul Ploiești 2       | 30   | 6  | 9  | 15 | 38 : 55    | −17      | 27  |
| 16     | FC Oradea (N)             | 30   | 6  | 6  | 18 | 38 : 50    | −12      | 24  |

1 Door de fusie van SC Astra Ploiești en Petrolul Ploiești bleef Oțelul Galați in de Divizia A.
2 Voor de start van het seizoen fusioneerde Petrolul Ploiești met SC Astra Ploiești en werd Petrolul Astra Ploiești, maar veranderde kort daarna opnieuw de naam in Petrolul Ploiești.
| Kampioen, bekerwinnaar, Champions League |
| Verliezend bekerfinalist, UEFA Cup       |
| Deelname UEFA Cup                        |
| Deelname UEFA Intertoto Cup              |
| Degradatie                               |

### Topschutters
| Naam                     | Club                              | Goals |
| ------------------------ | --------------------------------- | ----- |
| Ionel Daniel Dănciulescu | Dinamo Boekarest                  | 21    |
| Nicolae Marius Dică      | FC Argeș Pitești Steaua Boekarest | 18    |
| Claudiu Iulian Niculescu | Dinamo Boekarest                  | 16    |
| Bogdan Vrăjitoarea       | FC Oradea                         | 14    |
| Sabin Ilie               | Rapid Boekarest                   | 13    |
| Adrian Constantin Neaga  | Steaua Boekarest                  | 13    |

Divizia A:
1909/10 · 
1910/11 · 
1911/12 · 
1912/13 · 
1913/14 · 
1914/15 · 
1915/16 · 
1919/20 · 
1920/21 · 
1921/22 · 
1922/23 · 
1923/24 · 
1924/25 · 
1925/26 · 
1926/27 · 
1927/28 · 
1928/29 · 
1929/30 · 
1930/31 · 
1931/32 · 
1932/33 · 
1933/34 · 
1934/35 · 
1935/36 · 
1936/37 · 
1937/38 · 
1938/39 ·
1939/40 · 
1940/41 · 
1946/47 · 
1947/48 · 
1948/49 · 
1950 · 
1951 · 
1952 · 
1953 · 
1954 · 
1955 · 
1956 · 
1957/58 · 
1958/59 · 
1959/60 · 
1960/61 · 
1961/62 · 
1962/63 · 
1963/64 · 
1964/65 · 
1965/66 · 
1966/67 · 
1967/68 · 
1968/69 · 
1969/70 · 
1970/71 · 
1971/72 · 
1972/73 · 
1973/74 · 
1974/75 · 
1975/76 · 
1976/77 · 
1977/78 · 
1978/79 · 
1979/80 · 
1980/81 · 
1981/82 · 
1982/83 · 
1983/84 · 
1984/85 · 
1985/86 · 
1986/87 · 
1987/88 · 
1988/89 · 
1989/90 · 
1990/91 · 
1991/92 · 
1992/93 ·
1993/94 · 
1994/95 · 
1995/96 · 
1996/97 · 
1997/98 · 
1998/99 · 
1999/00 · 
2000/01 · 
2001/02 ·
2002/03 · 
2003/04 ·
2004/05 · 
2005/06

Liga 1:
2006/07 · 
2007/08 ·
2008/09 ·
2009/10 · 
2010/11 ·
2011/12 ·
2012/13 ·
2013/14 ·
2014/15 ·
2015/16 ·
2016/17 ·
2017/18 ·
2018/19 ·
2019/20 ·
2020/21